# مارتا مدیری
مارتا مِدیِری (مجاری: Megyeri Márta؛ زادهٔ ۲۹ اوت ۱۹۵۲) بازیکن هندبال اهل مجارستان است.